# Juncus kingii
Juncus kingii là một loài thực vật có hoa trong họ Juncaceae. Loài này được Rendle mô tả khoa học đầu tiên năm 1906.